# 小山鮠
小山鮠，為輻鰭魚綱鯰形目鱨科的其中一種，為熱帶淡水魚類，分布於亞洲婆羅洲Kalabakan及Segama河流域，體長可達17.9公分，棲息在森林覆蓋的丘陵溪流底層水域，生活習性不明。

## 扩展阅读
維基物種上的相關：小山鮠